# 現代用語の基礎知識
『現代用語の基礎知識』（げんだいようごのきそちしき）は、現代人として必要と考えられる用語にマスコミなどで使われる新語を加えて編集された事典・用語辞典の一種で、年鑑の性格も持つ。毎年11月頃に自由国民社から発行されている。略称：現基知（げんきち）、現代用語。
紙媒体の本は、書店流通では書籍ではなく雑誌扱いとなる。

## 特色
一般の百科事典は定着した言葉を中心に編集されるのに比べ、毎年、日本の新聞や報道機関、ウェブをにぎわせる言葉を、その都度追加・削除・加筆して編集している点が特徴である。

## 歴史

### 創刊・発足
『現代用語の基礎知識』は第二次世界大戦終了後の1948年10月10日、『自由国民』第14号として時局月報社から発行された。当時は長い軍国主義の時代、英語排斥の風潮が終わり、新たに民主主義的な制度改革が行われるとともに世相も変転し、GHQ関連などの新しい風俗、言葉が次々に生まれる時代であった。
創刊以来、毎年改定を加えられており、1949年からは年末に発行するようになった。1965年までは増補版を発行していたが、1966年から年1回発行に統一された。新語・流行語を加えてページ数が増加しており、本のサイズ自体も創刊時のB5判から1960年以降はA5判に、1972年からB5判に拡大。2005年からA5判増ページとなったが、創刊65年目の2013年版では、A5判（通常版）とB5判（拡大版・大字版）が大小並んでリリースされている（大字版は2018年版まで）。
紙媒体の本の形態のみでなく1988年からCD-ROM版もあり、2008年には「JEPA電子出版アワード2008」のロングセラー賞に選ばれた。
2000年頃から小・中学生にもわかりやすいように編集した「現代用語の基礎知識 学習版」も刊行された。
2018年には創刊70周年記念として「現代用語の基礎知識 昭和編」（創刊号復刻版が別冊付録）が、翌年には「現代用語の基礎知識 平成編」が発刊された。
2020年版からは大幅なリニューアルがなされ、2019年版が1226ページなのに対して、296ページとコンパクト化が図られた。

### 新語・流行語
1984年からは毎年12月初旬に、その年の世相を反映した言葉として新語・流行語大賞を選定し、発表も行っている。この年に受賞した新語は「オシンドローム」「鈴虫発言」「スキゾ・パラノ」「特殊浴場」、流行語は「まるきん まるび」「くれない族」「疑惑」「千円パック」「す・ご・い・で・す・ネッ」「教官!」だった。
2003年に自由国民社がユーキャンと出版事業で提携したため、「現代用語の基礎知識選 生涯学習のユーキャン 新語・流行語大賞」、2004年からは「現代用語の基礎知識選 ユーキャン流行語大賞」へと改称している。また2006年版から2008年版には、インターネットのConsumer Generated Mediaコンテンツである「はてなキーワード」の一部が収録されていた。

## 同様の本
長らく一社独占の状況であったが、1986年（昭和61年）11月17日に集英社から『イミダス 1987年版』、1989年（平成元年）11月17日に朝日新聞社から『知恵蔵 1990年版』と同様の本が刊行されるようになった。ただし、両者とも紙媒体は2006年（平成18年）11月発行の2007年版を最後に休刊となり、一社独占に戻った。

## 歴代編集長（調査中）
- 亀井肇
- 長沖竜二
- 清水均
- 大塚陽子[7]　2018年-